# Dragon School
Dragon School é uma escola britânica coeducacional localizada na cidade de Oxford, Inglaterra, fundada em 1877. Costumava ser um escola internato, entretando, atualmente, aceita alunos para aulas diárias. Primeiramente tida como uma escola para garotos, a partir de 1994, garotas foram sendo admitidas na escola.